# 298
Năm 298 là một năm trong lịch Julius. 